# Sterrhochaeta
Sterrhochaeta là một chi bướm đêm thuộc họ Geometridae.

## Các loài
- Sterrhochaeta antennata
- Sterrhochaeta aphanisis
- Sterrhochaeta argyrastrape
- Sterrhochaeta auratisquama
- Sterrhochaeta biflexa
- Sterrhochaeta chaea
- Sterrhochaeta constellata
- Sterrhochaeta curvifera
- Sterrhochaeta diffidens
- Sterrhochaeta dilatans
- Sterrhochaeta discinota
- Sterrhochaeta distorta
- Sterrhochaeta flexilinea
- Sterrhochaeta fulgurata
- Sterrhochaeta indirecta
- Sterrhochaeta lamia
- Sterrhochaeta leucosphena
- Sterrhochaeta lineola
- Sterrhochaeta mera
- Sterrhochaeta minuta
- Sterrhochaeta olivacea
- Sterrhochaeta pictipennis
- Sterrhochaeta pulchella
- Sterrhochaeta rectilineata
- Sterrhochaeta ruptistriga
- Sterrhochaeta semiradiata
- Sterrhochaeta splendens
- Sterrhochaeta subcaesia
- Sterrhochaeta subrubescens
- Sterrhochaeta subtilis
- Sterrhochaeta tanaorrhina
- Sterrhochaeta viriditincta